# Сандул Олег Олександрович
Олег Олександрович Сандул (нар. 25 березня 1967) — радянський та український футболіст, захисник та півзахисник.

## Життєпис
У вищій лізі чемпіонату України виступав в 1995 році в складі «Миколаєва». Дебютний матч: 25.07.1995 року, «Металург» (Запоріжжя) - СК «Миколаїв», 3:2. Всього у вищій лізі провів 10 матчів.
Більшу частину кар'єри грав у першій лізі, де провів 267 матчів. За цим показником входить до тридцятки з «топ-гвардійців» дивізіону.
П'ятнадцять сезонів провів у складі нікопольської команди, яка за цей час називалася «Колос», «Металург», «Електрометалург-НЗФ». За цю команду зіграв 371 матч у чемпіонатах СРСР та України. Крім того виступав за Нікопольський клуб також на аматорському рівні, носив капітанську пов'язку.
З 2014 року обіймає посаду начальника команди «Нікополь». Влітку 2016 року, після відставки Сергія Валяєва, Сандул тимчасово займався тренувальним процесом гравців.